# 黃瀞億
黃瀞億，MBE（英語：Ching-He Huang，1978年11月28日—），美食作家和電視廚師，生於中華民國台南市，現居英國，她在英語電視節目上經常被稱呼為“（瀞）”。
黃瀞億主持過三個受歡迎的電視節目，並且是五部暢銷食譜的作者。她開發了一系列以她姓名“（瀞）”的中式廚具及餐具在颱風家用品商店（Typhoon Housewares）出售，並且還在特易購銷售她開發的一種充滿異國情調的菇類。

## 早年生活
黃瀞億出生於中華民國臺南市白河區，九歲時移民南非、11歲那年，黃瀞億隨家人搬家至英國倫敦并在那定居下來。她曾在倫敦的伦敦玛丽王后大学和米蘭的SDA博科尼商學院就讀。當黃瀞億拿到她的第一個經紀學位后， 她立刻就創辦了她的食品公司 和。

## 職業生涯

### 烹飪風格
黃瀞億喜歡重新創造那些受歡迎的中國菜，她會用與傳統中餐館不同的方式烹飪它們。她的烹飪手法主要是採用最簡單的新鮮食材，而這種手法在英國大受好評。

### 美食節目
黃瀞億除了在烹飪界取得成功之外，她也因為她的美食節目而廣受關注。她第一次在電視上露面是2005年在英國電視臺美食頻道上。隨後她開始在英國獨立電視臺《每日烹飪》和英國電視臺美食頻道的《美食秀》上嶄露頭角。同時，她還受到邀請，作為重要嘉賓出現在BBC的《詹姆斯·馬汀星球六廚房》、《快手廚師挑戰賽》、《看食譜做美食（Cooking the Books）》和英國電視臺美食頻道的《菜市場廚房》上。她還在梅拉尼·賽克斯所主持的《盛大時裝秀（Grand Designs Live）》及貝芙麗·特納所主持的《品味（Taste）》上表現她的廚藝。
而由黃瀞億所主持的《中餐速成》節目除了通過BBC向英國地區播出之外，也被授權在美國、新西蘭、德國、冰島、波蘭、比利時及澳大利亞播出。同時該節目也藉助BBC生活頻道向全亞洲地區播出，其中就包括中國大陸、香港、韓國、臺灣、新加坡。
2010年，黃瀞億在英國第五頻道開辦了一檔全新的電視節目，該節目第一季共計13集。該節目的名稱《分分鐘做好美味中餐》與黃瀞億在2009年9月通過哈珀柯林斯出版社出版的美食書一致。整檔節目還透過網絡播出額外部份，其中包括：微視頻、食譜、每集指南和一些競賽環節。
2011年，一檔13集的美食節目《黃瀞億的舊金山中餐料理秀》在美國烹飪頻道播出。
2012年，黃瀞億重返BBC二臺，推出一檔名為《探索中國：美食大冒險》的節目。在這檔節目里，黃瀞億展示她和她的教父兼粵菜廚師譚榮輝在中國旅遊和探索美食的故事。這檔節目還出了同名書籍。
2013年2月10日，黃瀞億在英國第四頻道《週日早餐》第一季第45集上向英國觀眾展示了如何製作中國春節的傳統特色點心。

### 食譜作家
2006年，黃瀞億出版了她的第一本食譜，《摩登中餐（China Modern）》。在書中，黃瀞億介紹了諸多頗受好評的中國菜製作方法。
2008年，由於黃瀞億美食節目《中餐速成》在BBC播出廣受好評，她隨即發行了同名美食書籍。該書連續六周成為暢銷排行榜第一。
2009年，黃瀞億發佈了她的第三本美食書籍，《分分鐘做好美味中餐》。這也是一本和她主持的節目名稱相同的書籍。
黃瀞億這三本美食書在英國售出25萬本，同時也在全球20到25個國家發行。
除了出版食譜相關書籍之外，黃瀞億也在《橄欖油》 和《BBC美食美味》雜誌上撰寫專欄。

#### 已出版食譜
- 《摩登中餐》（China Modern）：凱爾卡西出版社出版。ISBN 978-1-85626-673-4
- 《中餐速成》（Chinese Food Made Easy）：哈珀柯林斯出版社出版。ISBN 978-0-00-726498-8
- 《分分鐘做好美味中餐》（Ching's Chinese Food in Minutes）：哈珀柯林斯出版社出版。ISBN 978-0-00-726500-8
- 《黃瀞億中餐速成》（Ching's Chinese Food Made Easy）：哈珀柯林斯出版社出版。ISBN 978-0-00-726499-5
- 《黃瀞億快餐食譜》（Ching’s Fast Food）：哈珀柯林斯出版社出版。ISBN 978-0-00-742627-0
- 《黃瀞億家常中國菜》（Ching's Everyday Easy Chinese）：威廉默勒烹飪出版社出版。ISBN 978-0-06-207749-3
- 《黃瀞億與譚榮輝在中國》（Ken Hom & Ching in China）：BBC圖書出版社出版。ISBN 978-1-84990-498-8

### 所獲獎項
- 2009年，圖書《中餐速成》（Chinese Food Made Easy）榮獲“世界美食圖書大獎（英语：Gourmand World Cookbook Awards）最佳中餐類”第二名。[13]

- 2010年，圖書《分分鐘做好美味中餐》（Ching's Chinese Food in Minutes））榮獲“世界美食圖書大獎最佳中餐類”第三名。[14]

- 2011年，節目《中餐速成》榮獲“全美泛种族交流奖（NAMIC Vision Awards）”生活節目類冠軍。[15]

## 個人生活
黃瀞億目前與她的伴侶傑米·趙一同生活在北倫敦的克裡科伍德，傑米·趙具有一半的華人血統。

## 外部連結
- 黃瀞億個人官網 （页面存档备份，存于）（英文）